# Elly Schlein
Elly Schlein, właśc. Elena Ethel Schlein (ur. 4 maja 1985 w Lugano) – włoska polityk, deputowana do Parlamentu Europejskiego VIII kadencji, posłanka do Izby Deputowanych, od 2023 sekretarz Partii Demokratycznej.

## Życiorys
Urodziła się w Szwajcarii jako córka Włoszki i Amerykanina żydowskiego pochodzenia. W 2011 ukończyła studia prawnicze na Uniwersytecie Bolońskim, w międzyczasie jako wolontariuszka uczestniczyła w kampanii prezydenckiej Baracka Obamy. Zaangażowała się w działalność Partii Demokratycznej. W 2014 z ramienia PD została wybrana na eurodeputowaną, mandat wykonywała do 2019. W 2015 przeszła do ugrupowania Possibile, które założył Giuseppe Civati.
W 2020 została wybrana w skład rady regionu Emilia-Romania, w tym samym roku objęła stanowisko wiceprzewodniczącej regionu. Stanęła na czele ruchu politycznego Green Italia. W 2022 z ramienia koalicji skupionej wokół PD uzyskała mandat posłanki do Izby Deputowanych XIX kadencji. Powróciła również do PD, a w 2023 została partyjnych prawyborach wybrana na sekretarza tej formacji.
W 2020 ujawniła się jako osoba biseksualna.